# Distrito de Mixe
El distrito de Mixe es uno de los 30 distritos que conforman al estado mexicano de Oaxaca y uno de los tres en que se divide la Región Sierra de Juárez. Se conforma de 396 localidades repartidas entre 17 municipios.

## Municipios
| Código INEGI | Municipio                      | Cabecera                       |
| ------------ | ------------------------------ | ------------------------------ |
| 003          | Asunción Cacalotepec           | Asunción Cacalotepec           |
| 031          | Tamazulápam del Espíritu Santo | Tamazulápam del Espíritu Santo |
| 060          | Mixistlán de la Reforma        | Mixistlán de la Reforma        |
| 190          | San Juan Cotzocón              | San Juan Cotzocón              |
| 207          | San Juan Mazatlán              | San Juan Mazatlán              |
| 231          | San Lucas Camotlán             | San Lucas Camotlán             |
| 275          | San Miguel Quetzaltepec        | San Miguel Quetzaltepec        |
| 323          | San Pedro Ocotepec             | San Pedro Ocotepec             |
| 337          | San Pedro y San Pablo Ayutla   | San Pedro y San Pablo Ayutla   |
| 394          | Santa María Alotepec           | Santa María Alotepec           |
| 435          | Santa María Tepantlali         | Santa María Tepantlali         |
| 437          | Santa María Tlahuitoltepec     | Santa María Tlahuitoltepec     |
| 454          | Santiago Atitlán               | Santiago Atitlán               |
| 465          | Santiago Ixcuintepec           | Santiago Ixcuintepec           |
| 502          | Santiago Zacatepec             | Santiago Zacatepec             |
| 517          | Santo Domingo Tepuxtepec       | Santo Domingo Tepuxtepec       |
| 554          | Totontepec Villa de Morelos    | Totontepec Villa de Morelos    |

## Demografía
El distrito habitan 107 140 personas, que representan el 2.82% de la población del estado. De ellos 81 258 dominan alguna lengua indígena.